# Ganvié
Ganvié est une cité lacustre du sud du Bénin, située sur le lac Nokoué au nord de la métropole de Cotonou. Elle fait partie de la commune de Sô-Ava dans le département de l'Atlantique. Elle est surnommée la Venise de l'Afrique.

## Histoire

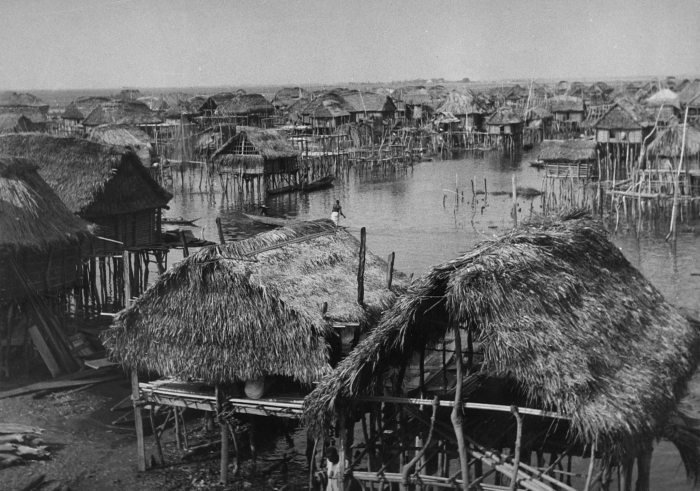
Ganvié en 1962.

Son origine remonterait au XVIIIe siècle, à l'époque où des razzias esclavagistes ont poussé les populations de la région à venir se réfugier dans les marécages du lac afin d'échapper à un triste sort.
Cette cité lacustre est inscrite depuis 1996 sur la liste indicative de l'UNESCO (elle n'est donc pas encore classée au patrimoine mondial, contrairement à ce que certains guides touristiques avancent).

## Conditions de vie de la population
La population de Ganvié et de Sô-Tchanhoué, les deux principaux centres lacustres du Bénin, ne cesse de croître, et les maisons sur pilotis s'avancent de plus en plus profondément à l'intérieur du lac Nokoué. Dans ces villages lacustres vivent plus ou moins 40 000 Tofinu.

### Eau
L'alimentation en eau potable n'est assurée que par deux bornes fontaines aménagées par le service de l'hydraulique rurale et les habitants s'y rendent en pirogue pour remplir leurs bidons d'eau. L'eau du lac n'est pas potable puisqu'elle est saumâtre (le lac communique avec la mer), mais le niveau de salinité varie en fonction des saisons. Les eaux usées des habitants et les excréments du bétail (pour lequel sont aménagés de petits îlets) sont directement déversés dans le lac. Le lac est peu profond (environ 2 mètres) et le fort ensoleillement assurait une désinfection par rayons ultraviolets qui cède devant le triplement de la population de cette cité lacustre : les urines et selles tombent directement dans l'eau et participent au cycle d'infestation par les schistosomes et à la propagation de la bilharziose ,.
Les villages sont soumis aux crues pendant la saison de pluie et le niveau peut alors monter au niveau des pilotis. Dans ces cas, le bétail doit être rapatrié des îlets et partage le niveau des habitants. Les tempêtes détruisent parfois des centaines de maisons.

### Électricité
Un autre problème est l'absence d'alimentation électrique. Certains habitants qui en ont les moyens disposent de petits groupes électrogènes (outre le bruit et les gaz d'échappement ils engendrent naturellement un risque de pollution du fait de la manipulation de carburants), d'autres installent des panneaux photovoltaïques.

### Pisciculture

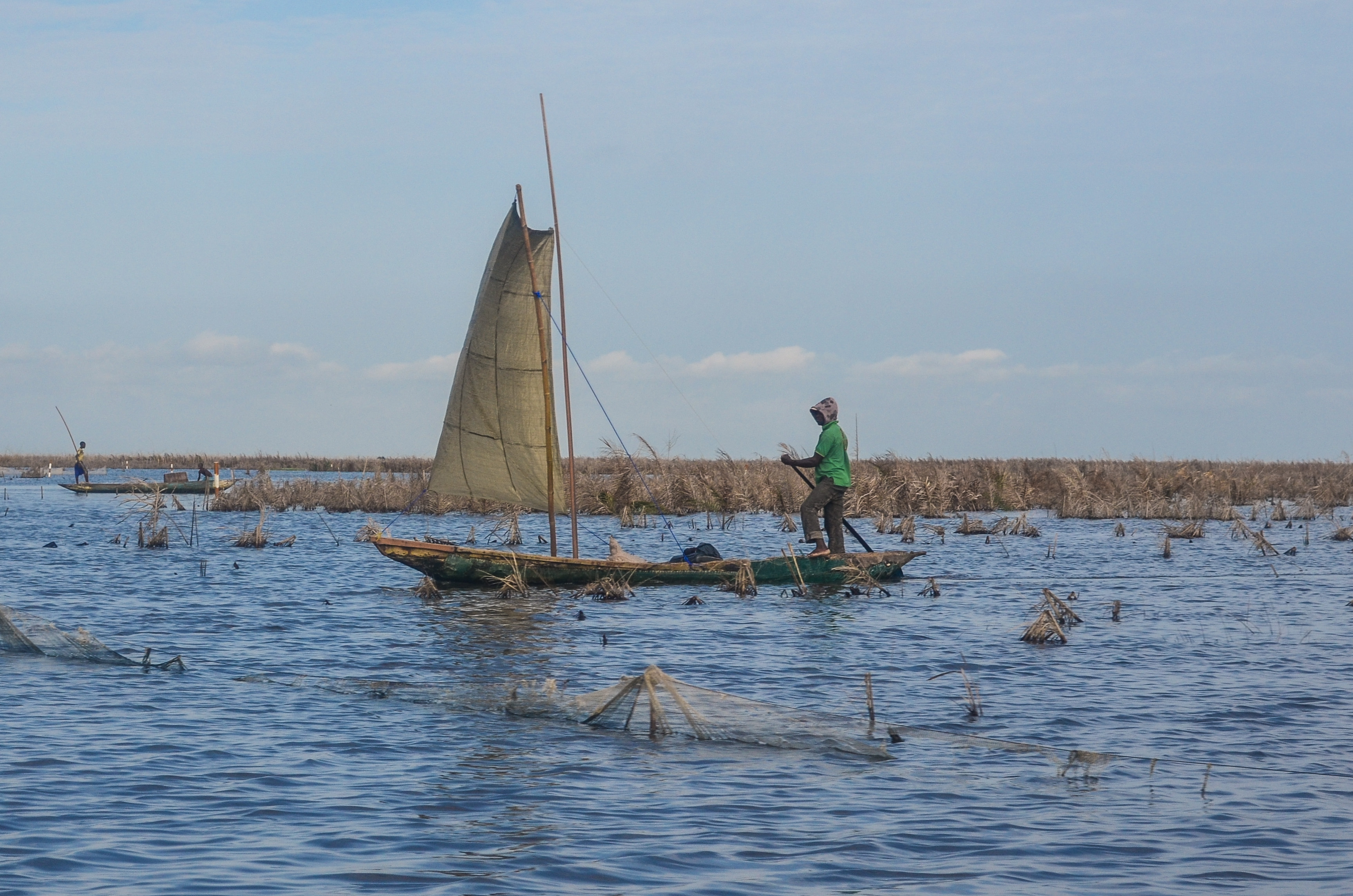
Piège acadja pour poissons

Le lac est pour l'instant préservé de pollution industrielle. En conséquence, l'eau du lac n'est pas trop polluée ce qui permet la pêche et la pisciculture (plusieurs milliers de tonnes par an).
Après avoir soigneusement entretenu six mois durant leur acadja, le pâturage aquatique clôturé de fascines (assemblage de branchages pour combler les fossés, empêcher l'éboulement des terres, etc.) qu'ils possèdent sur le lac, les pêcheurs peuvent enfin procéder à la récolte. Il y a quelques années encore, les grands filets tendus pour l'occasion renfermaient suffisamment de poissons pour faire vivre toute leur famille pendant plusieurs mois.

## Galerie photos

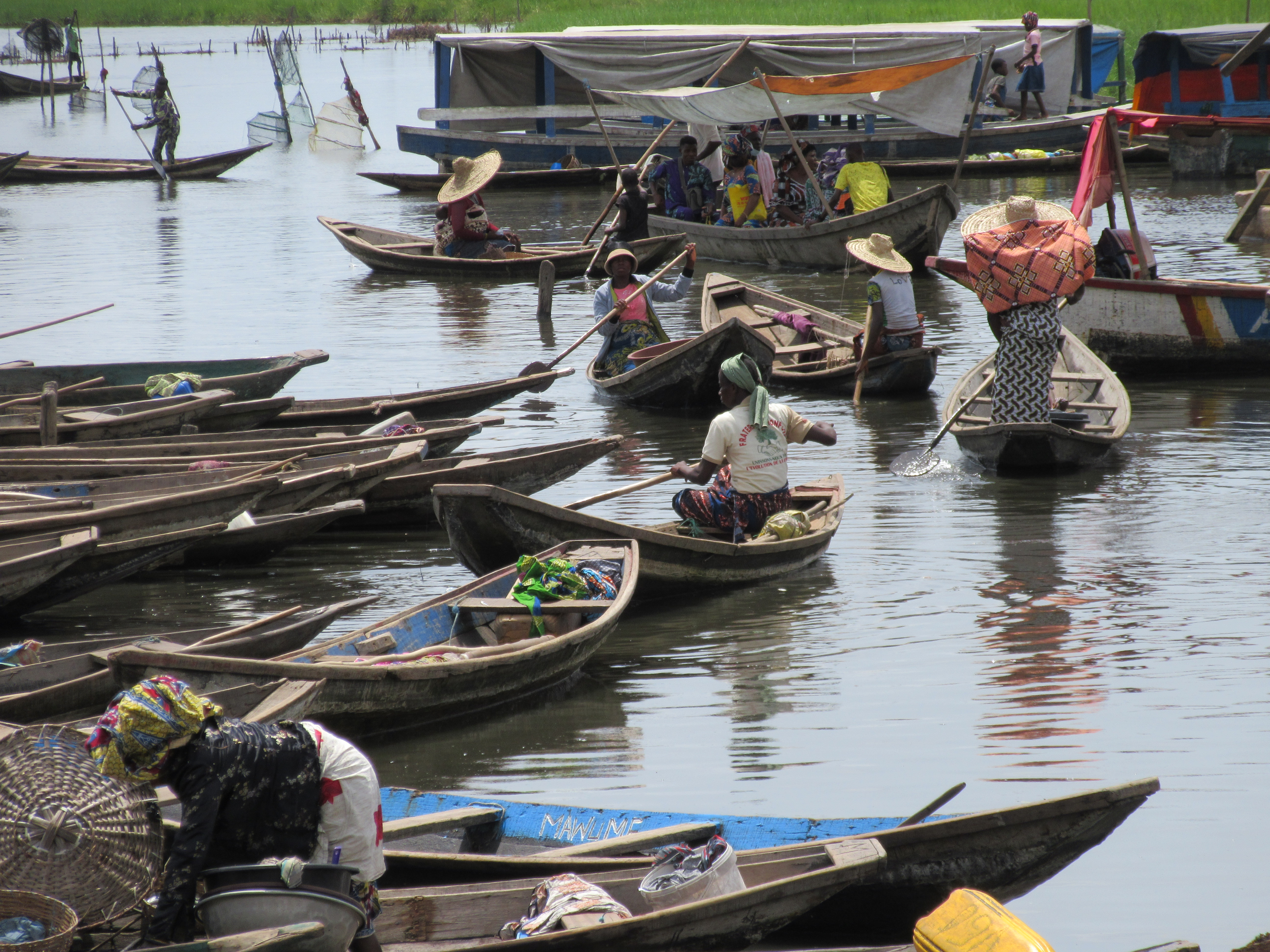
Embarcadère de Calavi pour Ganvié.
- Traversée de Ganvié en bateau à moteur.
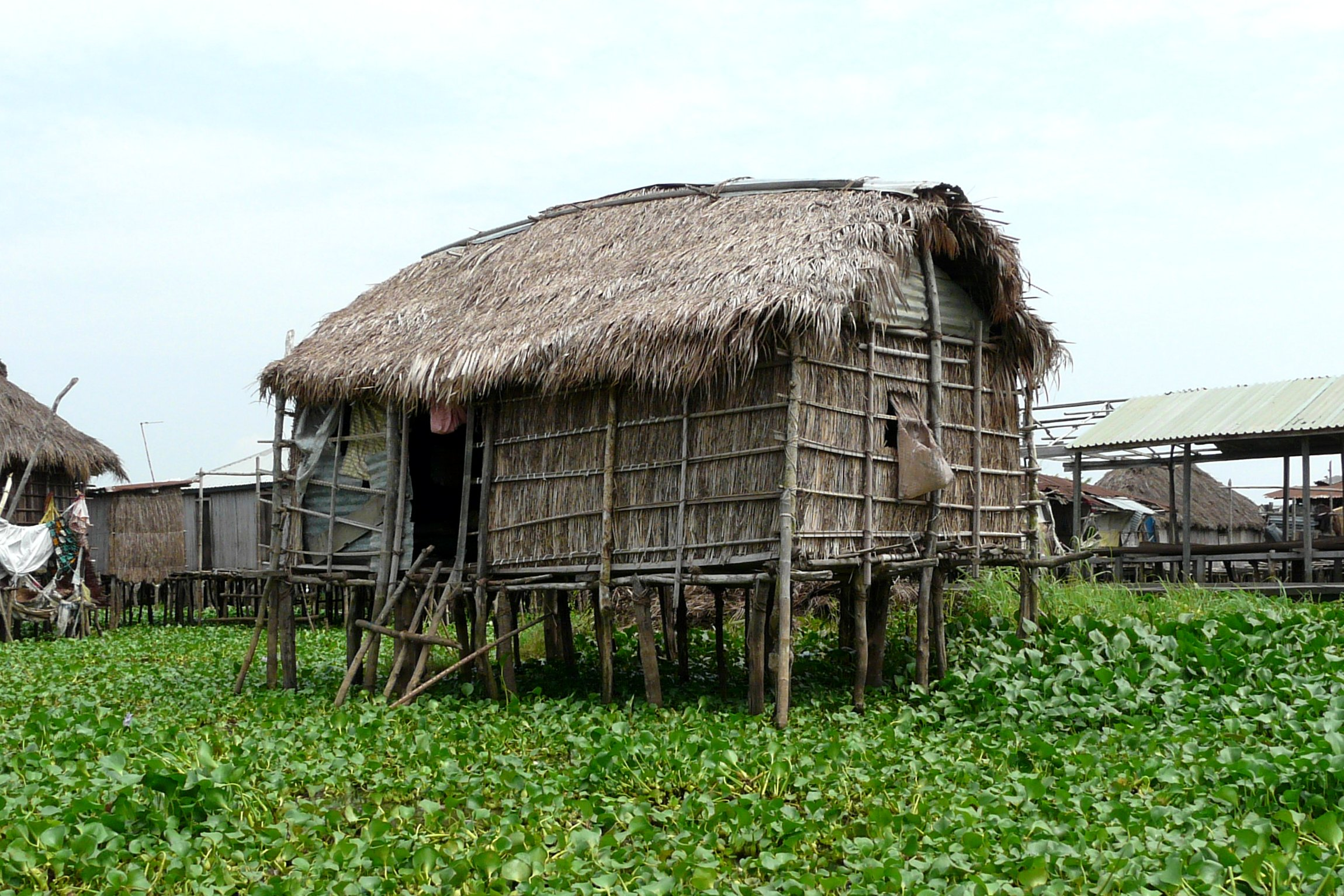
Maison traditionnelle.
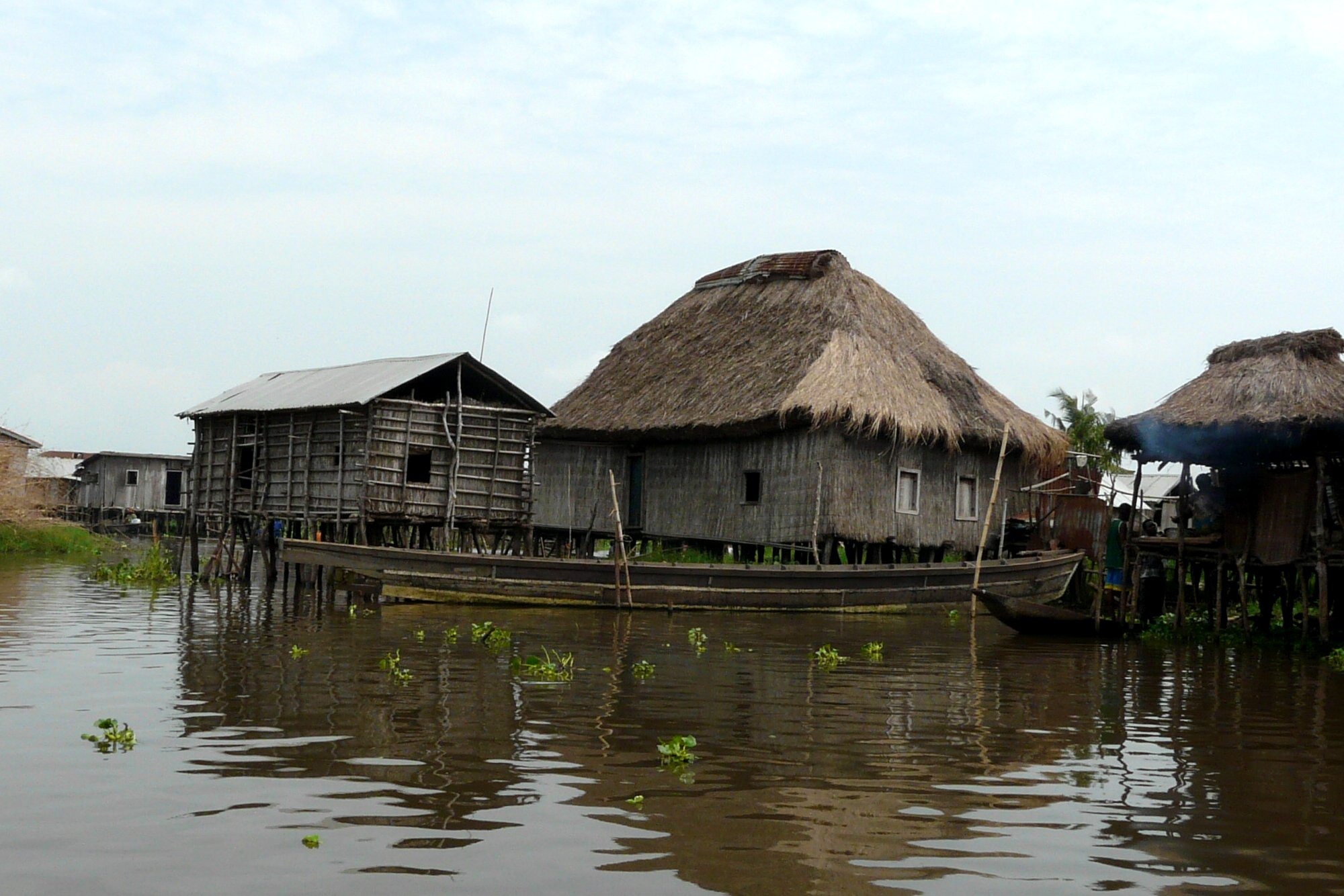
Maison traditionnelle.
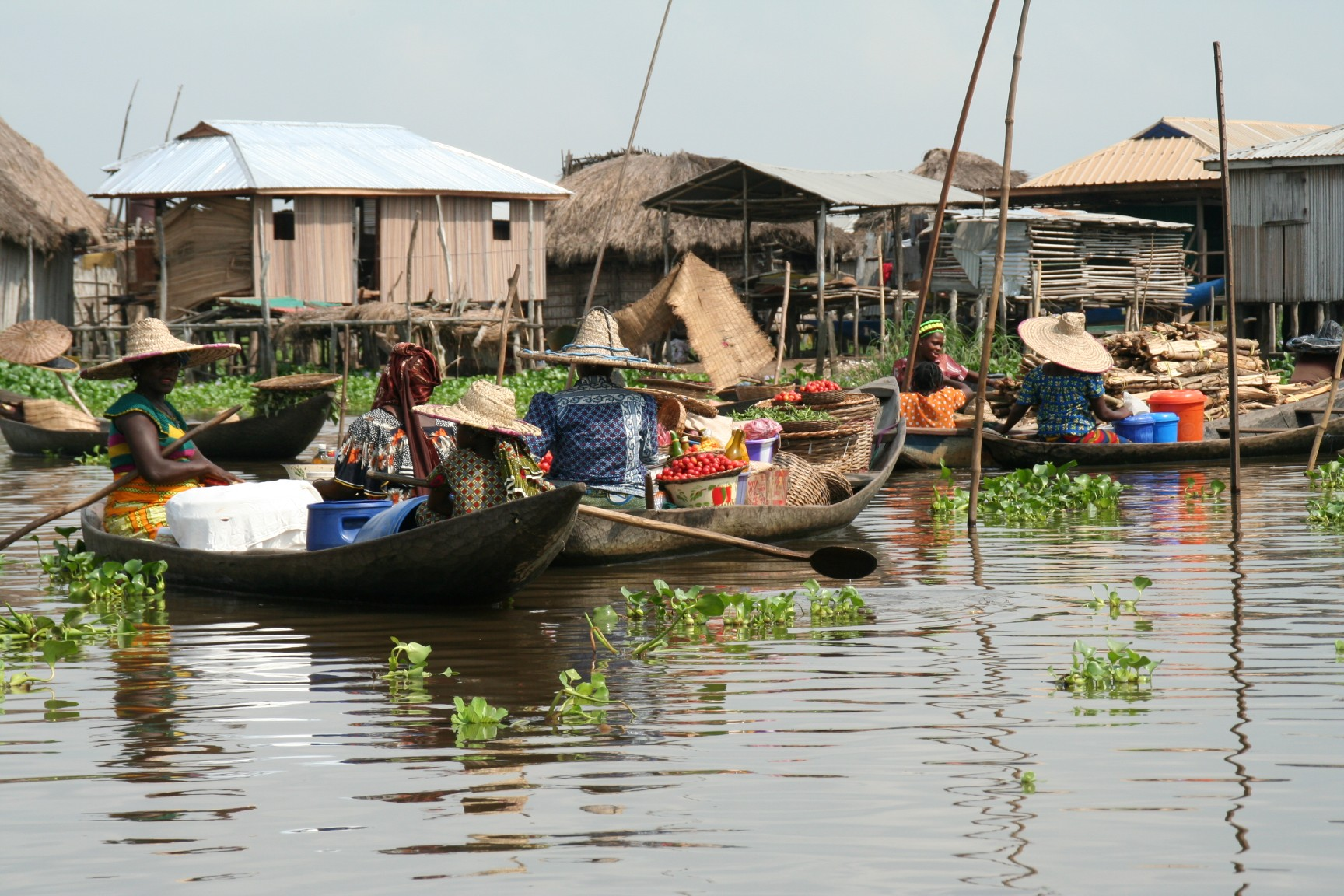
Marché de Ganvié
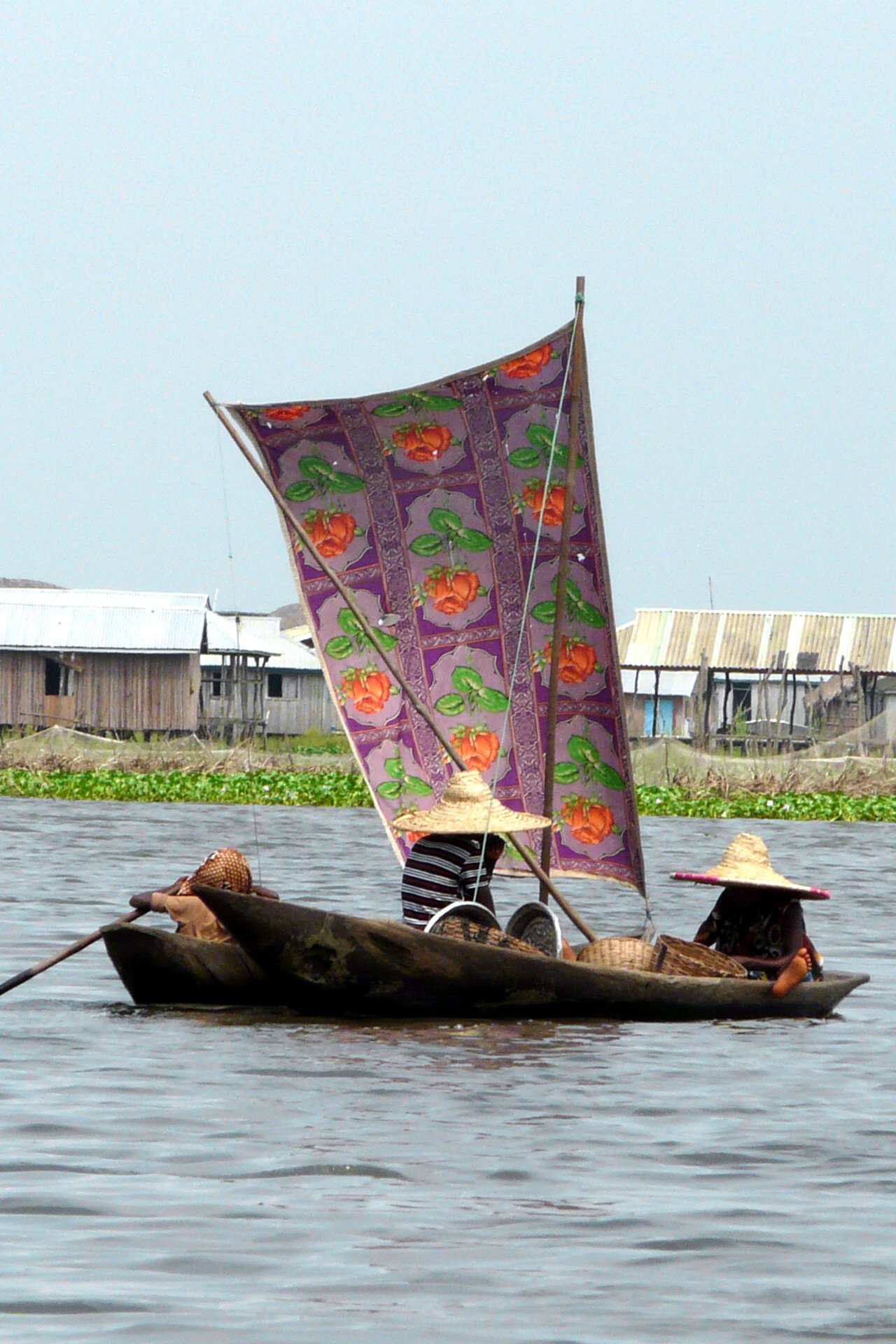
Pirogue à voile.
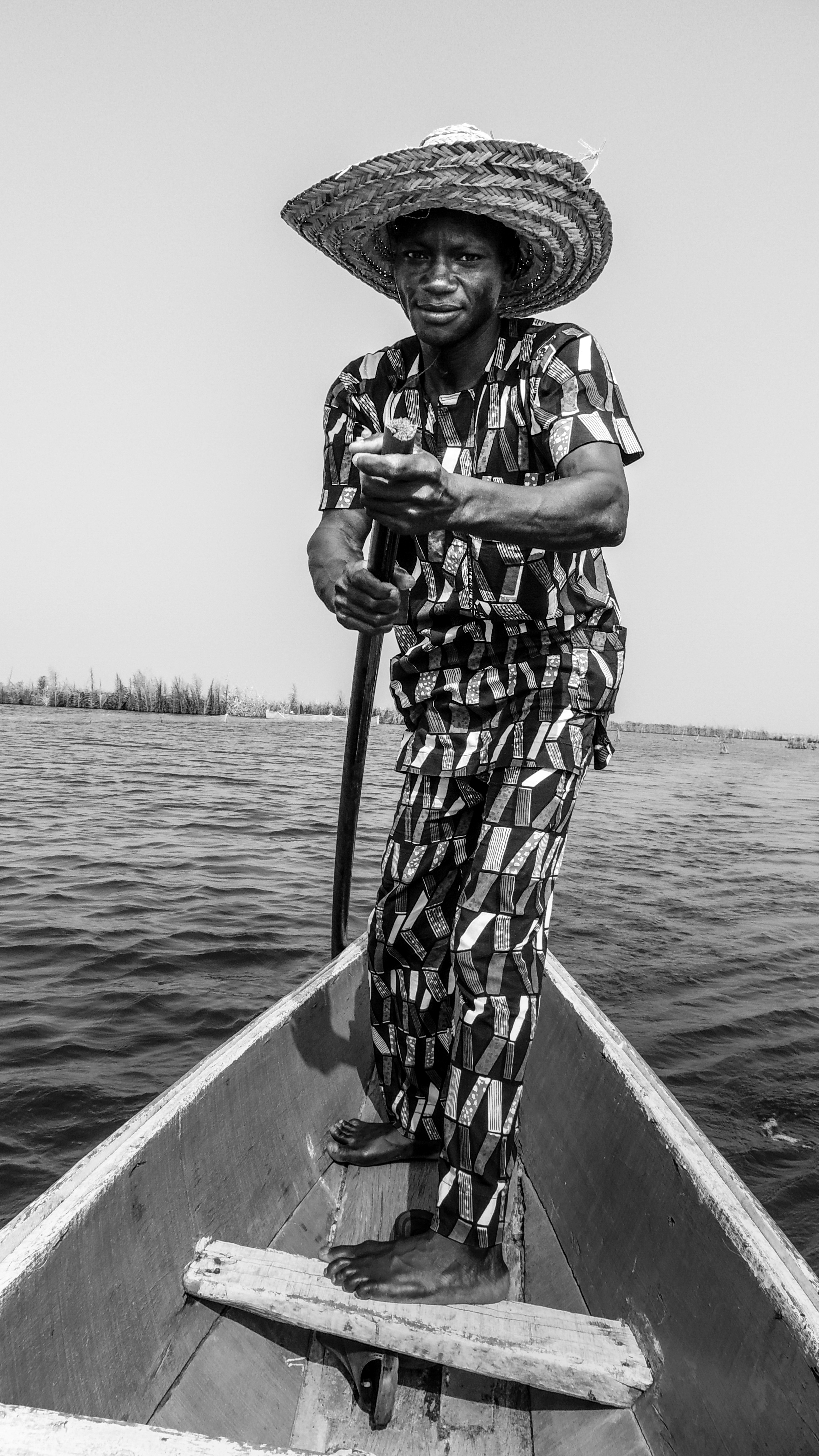
Chauffeur de taxi à la rame.
- Transport à l'embarcadère de Calavi pour Ganvié